# Нововирковский сельский совет (Белопольский район)
Нововирковский сельский совет (укр. Нововирківська сільська рада) — входит в состав
Белопольского района
Сумской области
Украины.
Административный центр сельского совета находится в 
с. Новые Вирки
.

## Населённые пункты совета
- с. Новые Вирки
- с. Бабаковка
- с. Старые Вирки